# Карл Ріттер
Карл Ріттер (нім. Karl Ritter; 1779—1859) — німецький географ, іноземний почесний член Санкт-Петербурзької академії наук (1835). Розвинув порівняльний метод в географії, використовував ідеї географічного детермінізму для пояснення соціальних процесів. Вперше застосовував кількісні методи для вивчення географічних об'єктів і їх властивостей, включаючи географічне положення і інші просторові відносини і зв'язки. Осн. праця: «землезнавство у відношенні до природи і до історії людини, або Загальна порівняльна географія» (за життя Ріттера вийшло 19 томів, присвячених Азії і Африці). Ідеї Ріттера багато в чому визначили розвиток географічної думки в 19 — початок 20 ст.

## Визнання
На честь Карла Ріттера названий кратер на Місяці та гірський хребет у штаті Каліфорнія (США).